# Мишмар-ха-Ярден (мошава)
Мишмар Ха-Ярден (ивр. מִשְׁמַר הַיַּרְדֵּן‎) – бывшее еврейское поселение (мошава) в Верхней Галилее, основанное во время Первой алии, которое было атаковано сирийскими войсками, захвачено и уничтожено в ходе Войны за независимость .

## История

### Первые годы
В 1884 году еврейская семья Абу купила землю площадью около 2000 дунамов к западу от реки Иордан у родственника Израиля Мордехая Любовского, который иммигрировал из Соединённых Штатов, был одним из основателей поселения Йесуд-ха-Маала, и основал там частную сельскохозяйственную ферму под названием «Шошана ха-Ярден» в память своей скончавшейся жены.
После осознания того, что он не сможет содержать изолированную ферму в одиночку, он продал часть земли евреям, которые владели землей при финансовой помощи партии «Ховевей Цион». Они основали поселение Мишмар ха-Ярден (стража Иордана) в сентябре 1890 года  рядом с дорогой Цфат - Дамаск (сегодня: шоссе 91, неподалёку от перекрёстка Гадот) к западу от моста дочерей Иакова. В 1898 году поселение было принято под эгиду Еврейского колонизационного общества и с помощью Хаима Маргалиота-Кальварийского приобрела дополнительные земли, для новых поселенцев. В 1901 году в мошаве было 12 семей, которые владели приблизительно 4400 дунамами земли, а в 1914 году здесь территории 7600 дунамов проживали уже125 человек.
В годы Первой мировой войны здесь произошла жестокая битва между британской и османской армиями. Но поселенцы не покинули своих домов, и по окончании боёв восстановили всё, что было разрушено.
В  1920-х годах часть фермеров покинули эти места, которые считались нездоровыми из-за лихорадки  и переехали в районы Нетании и Эвен-Йехуда. В ходе беспорядков 1929 года поселение было разграблено.
В 1930-х годах ишув получил подкрепление от молодёжного движения Бейтар.  Во время арабского восстания 1936—1939 годов на поселение совершались нападения, арабские рабочие ушли и их место заняла молодежь Бейтара. В 1938 году двое евреев, отец и сын, были убиты, когда они брали воду из реки Иордан . В ответ поселенцы убили семерых арабов. В том же году колония подверглась нападению, но нападавших разогнали части еврейской поселенческой полиции.
Члены Бейтара также занимались в этом районе военной подготовкой. 18 ноября 1939 года британские власти совершили налет на мошаву и арестовали 38 учеников, а члены Бейтара покинули этот район до конца 1940 года.Тем не менее, в 1940-х годах в мошаве постоянно находилась нескольких охранников.
Во время Второй мировой войны поселение относительно процветало, но после войны её положение ухудшилось, и некоторые из фермеров его покинули. В январе 1947 года в мошаве поселились 42 бойца, демобилизованных из британской армии, бывших членов Бейтара, а несколько месяцев спустя сюда прибыли иммигранты, выжившие в Холокосте, задержанные британцами в лагерях на Кипре.

### Война за независимость и ее последствия
Согласно плану ООН о разделе Палестины поселение Мишмар Ха-Ярден было передано еврейскому государству. Однако ситуация с безопасностью в этом районе ухудшилась: Поселение находилось на одной из самых важных дорог, соединяющих Сирию и Израиль, и было открыто для нападения. 5  и 6 июня 1948 года сирийцы напали на поселение и захватили его после боя в котором 14 защитников были убиты, а 39 взяты в плен.
В течение десятидневных боёв Израиль попытался восстановить контроль над поселением. Операция не увенчалась успехом, линия фронта в этом районе не изменилась до конца войны. После войны, 20 июля 1949 года в рамках соглашения о перемирии поселение возвратилось под контроль Израиля, а также произошёл обмен пленными, но поселение не было восстановлено. На его землях создали кибуц Гадот и мошав Мишмар ха-Ярден. От прежнего поселения осталось несколько разрушенных домов, образовавших мемориал. В военном лагере, который находится напротив Мишмар ха-Ярден есть информационно-туристический центр, посвященный истории поселения.
Примерно в 600 метрах к югу от останков поселения находится кладбище Мишмар ха-Ярден. Здесь  размещены несколько десятков могил жителей поселения, многие из которых  –  дети, которые погибли во время существования колонии.

## Галерея

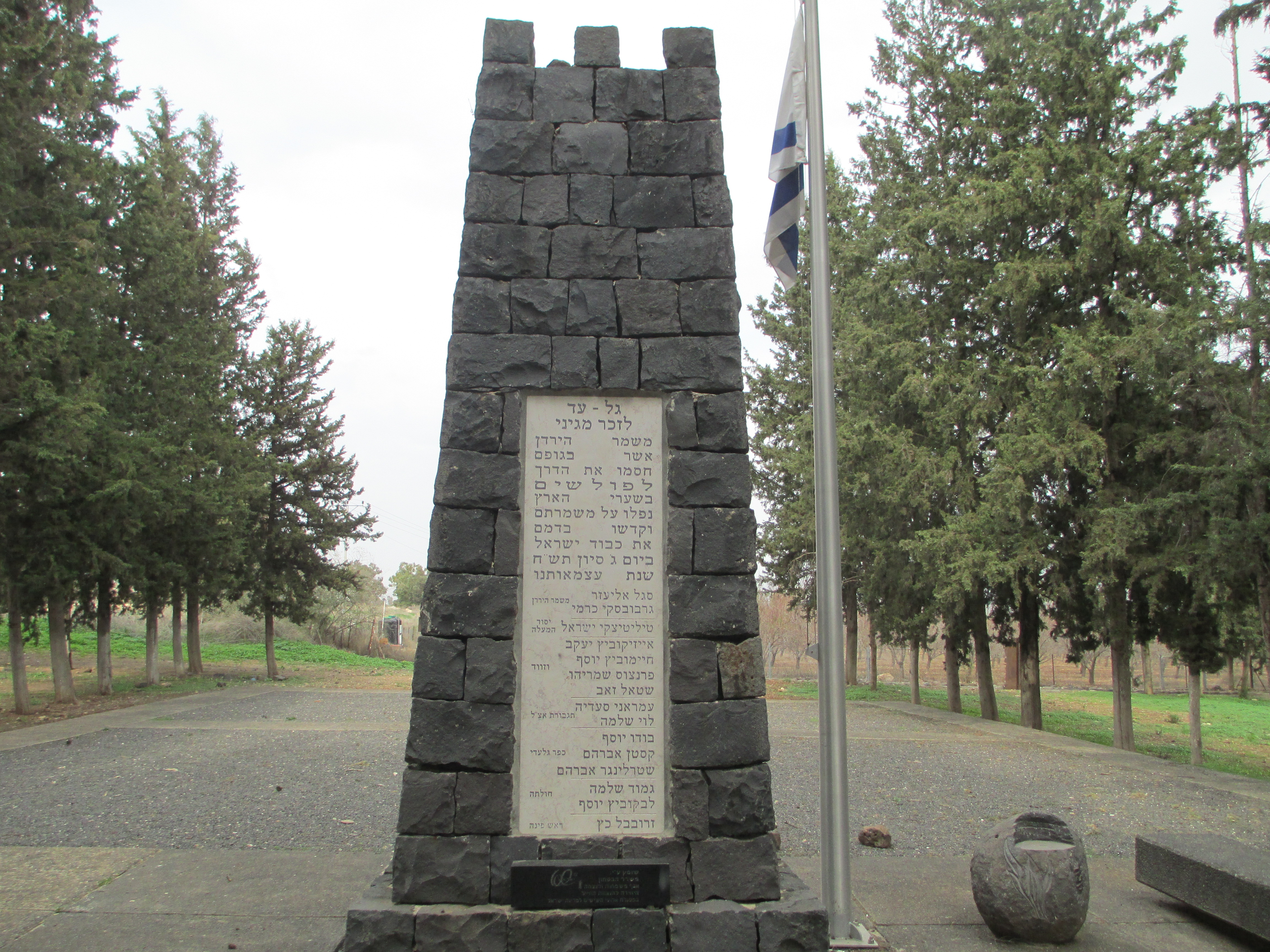
Памятник Мишмар Ха-Ярден
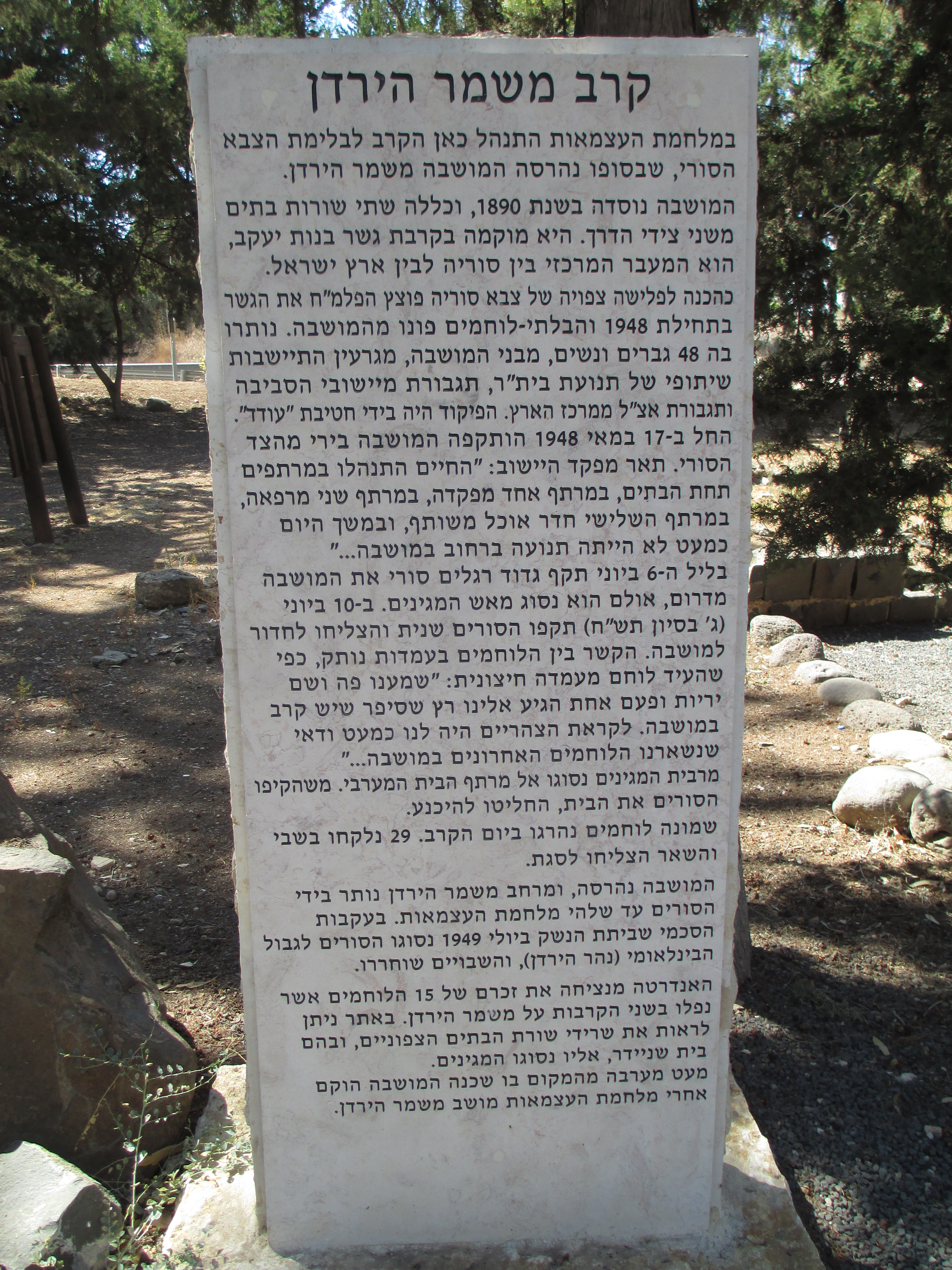
Монумент в память битвы за Мишмар Ха-Ярден
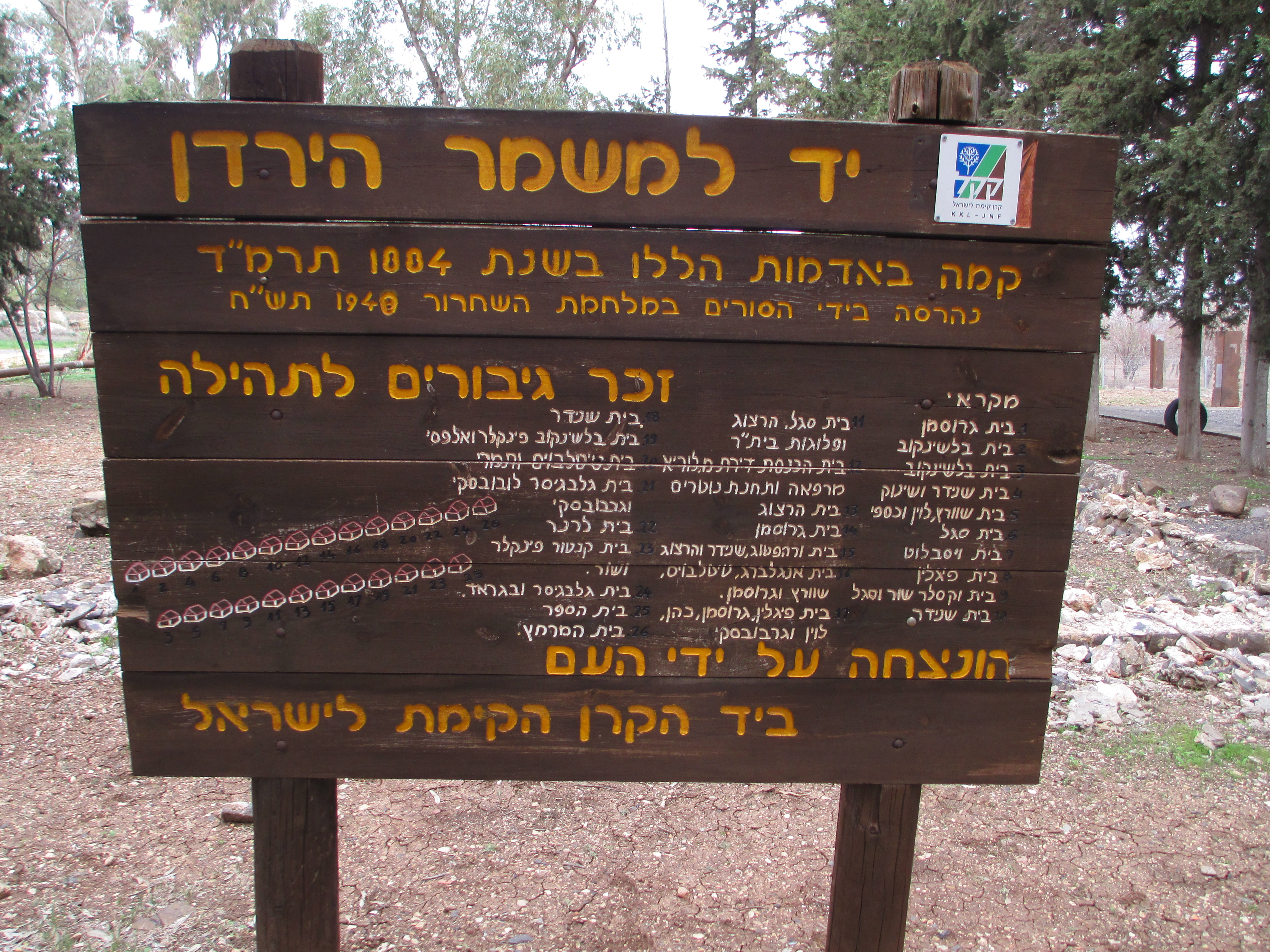
У входа в мемориал
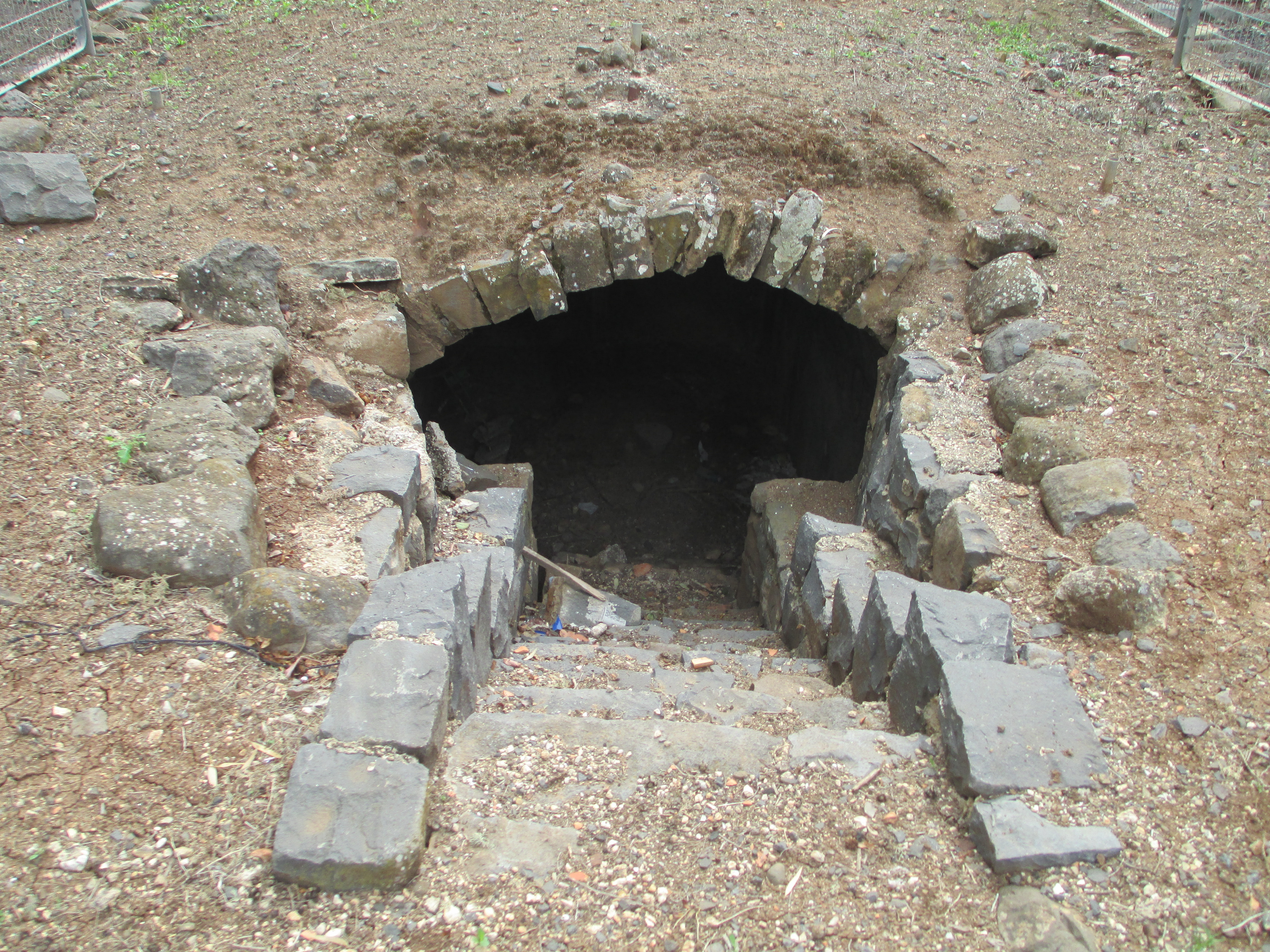
Подвал, где последние защитники Мишмар Ха-Ярден были забаррикадированы и взяты оттуда в плен
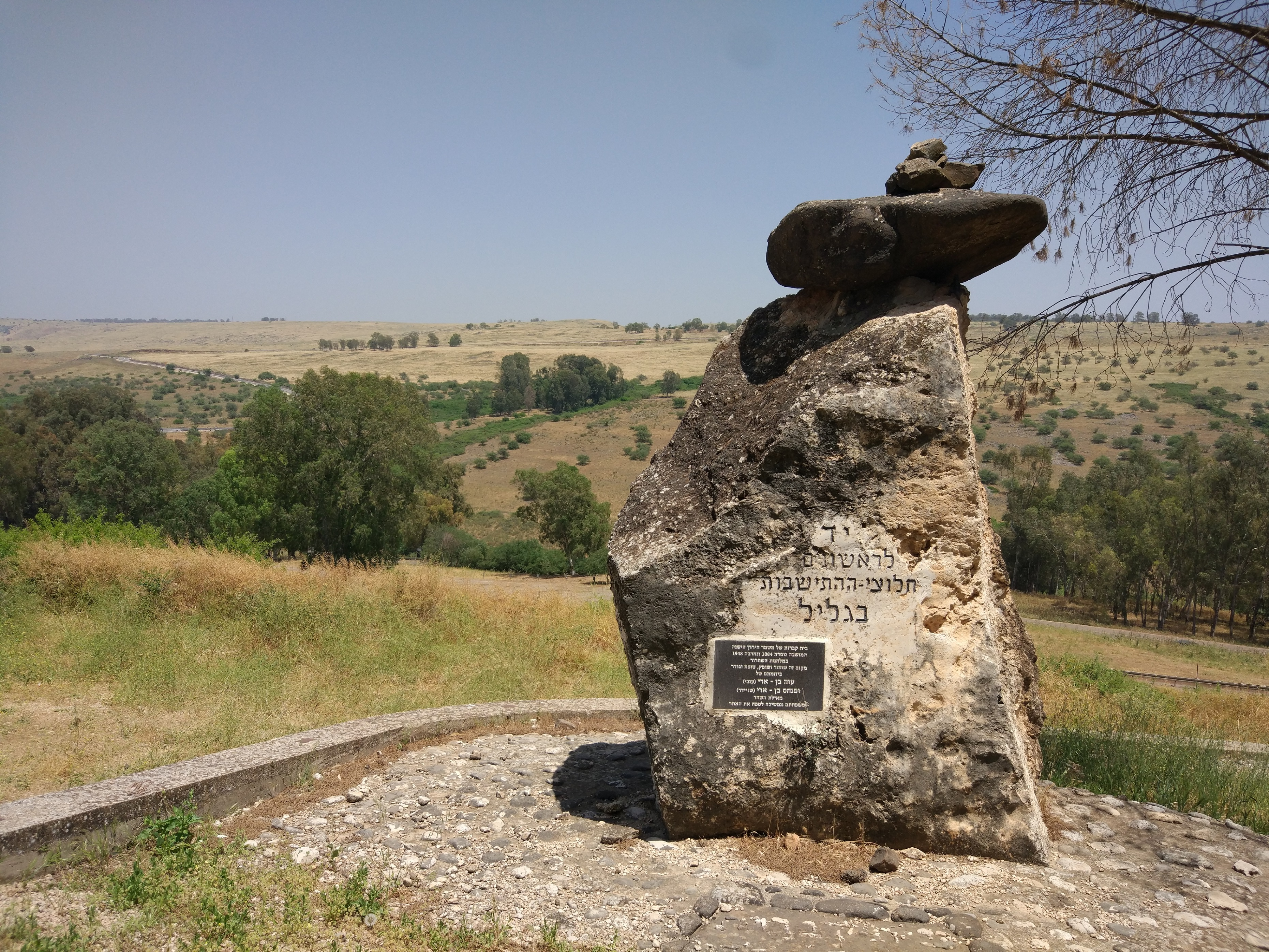
Памятник пионерам-поселенцам в Галилее у входа на старое кладбище Мишмар Ха-Ярден
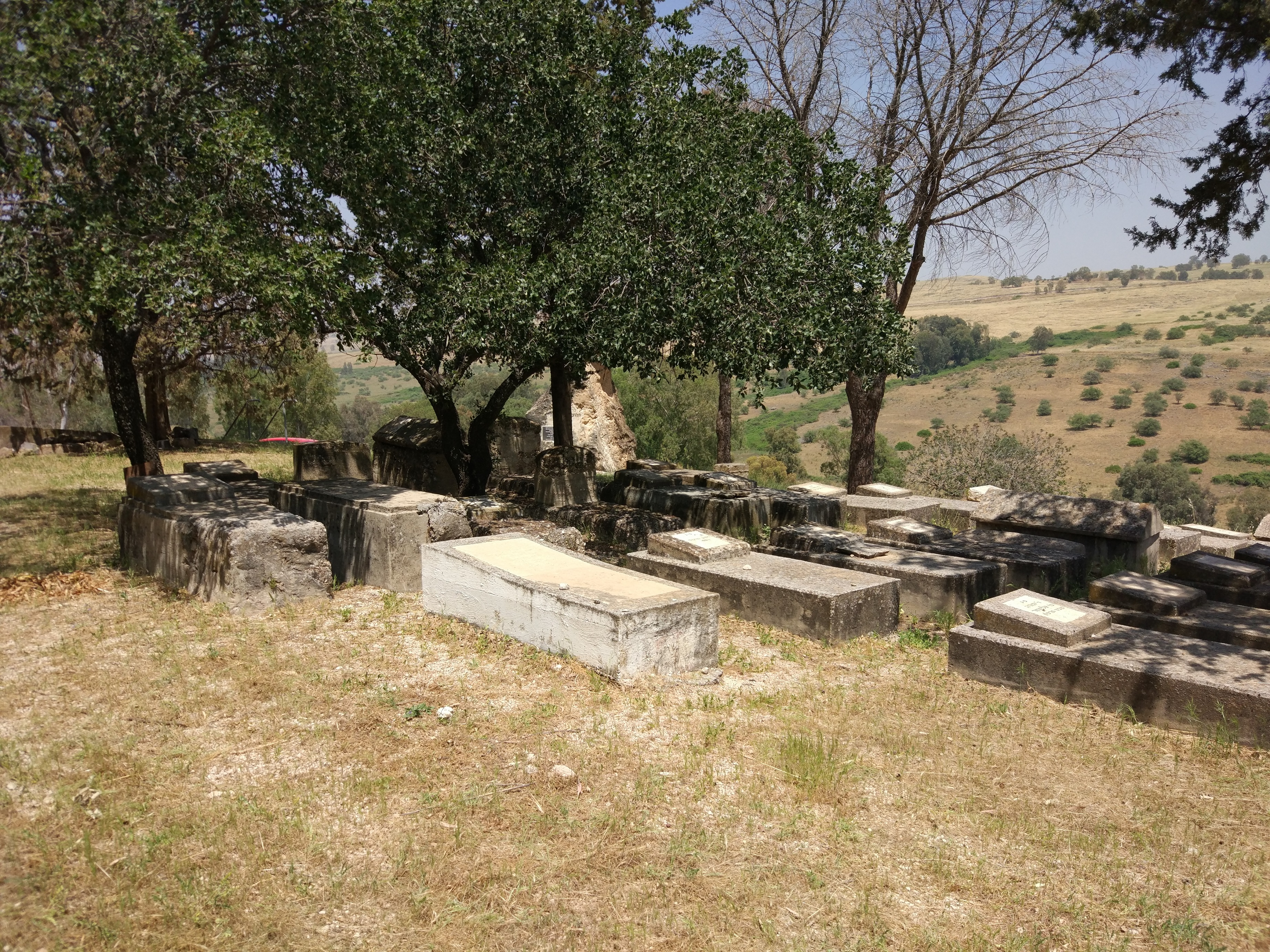
Старое кладбище Мишмар Ха-Ярден